# Den sorte Kat
Den sorte Kat er en dansk film instrueret af Aage Brandt

## Medvirkende
- Carla Müller
- Herman Florentz